# Joseph Malkin
Joseph Malkin (* 24. September 1879 (gregorianisch) in Propoisk; † 1. September 1969 in New York) war ein amerikanisch-russischer Violoncellist und Musikpädagoge. Er war der Bruder des Violinisten Jacques Malkin (1876–1964) und des Pianisten Manfred Malkin (1884–1966), mit denen er oft im Malkin-Trio konzertierte.

## Leben und Werk
Joseph Malkin war Schüler des Pariser Konservatoriums. Er spielte von 1902 bis 1908 als Solocellist bei den Berliner Philharmonikern, von 1914 bis 1919 im Boston Symphony Orchestra, von 1919 bis 1922 im Chicago Symphony Orchestra und von 1944 bis 1949 im New York Philharmonic Orchestra.
Von 1933 bis 1943 leitete Joseph Malkin ein eigenes Konservatorium in Boston, an dem er in den Jahren 1934 und 1935 Arnold Schönberg unterrichtete.
Joseph Malkin schrieb Cellostücke und Etüden.